# Canton de Royan-Ouest
Le canton de Royan-Ouest est une ancienne division administrative française située dans le département de la Charente-Maritime et la région Poitou-Charentes.
Pour les élections départementales de mars 2015, le nombre de cantons du département diminue, passant de 51 à 27. Les cantons de Royan-Ouest et de Royan-Est fusionnent et laissent la place au canton de Royan, dont le bureau centralisateur (chef-lieu) est fixé à Royan.
Certaines communes du canton rejoignent le canton de La Tremblade (Saint-Palais-sur-Mer, Breuillet, Mornac-sur-Seudre) ou le canton de Saujon (Saint-Sulpice-de-Royan, L'Éguille).

## Géographie
Ce canton était organisé autour de Royan dans l'arrondissement de Rochefort. Son altitude variait de 0 m (Breuillet) à 50 m (Saint-Palais-sur-Mer) pour une altitude moyenne de 18 m.

## Histoire
Le canton de Royan-Ouest est issu de la division du canton de Royan en 1973.
| Période | Période | Identité          | Étiquette    | Qualité |
| ------- | ------- | ----------------- | ------------ | --- |
| 1973    | 1992    | Jean de Lipkowski | UDR puis RPR | Diplomate Député (1962-1997) Maire de Royan (1965-1977 et 1983-1989) Secrétaire d'État (1968-1972, 1973-1974 et janvier-août 1976) |
| 1992    | 2015    | Michel Servit     | RPR puis UMP | Commerçant Conseiller municipal délégué de Royan                                                                                   |

## Composition
Le canton de Royan-Ouest se composait d’une fraction de la commune de Royan et de six autres communes. Il comptait 19 997 habitants (population municipale) au 1er janvier 2012.
| Nom                    | Code Insee | Intercommunalité    | Population (dernière pop. légale)              |
| ---------------------- | ---------- | ------------------- | ---------------------------------------------- |
| Royan (chef-lieu)      | 17306      | CA Royan Atlantique | Fraction : 4 871(2012) Commune : 18 388 (2014) |
| Breuillet              | 17064      | CA Royan Atlantique | 2 737 (2014)                                   |
| L'Éguille              | 17151      | CA Royan Atlantique | 881 (2014)                                     |
| Mornac-sur-Seudre      | 17247      | CA Royan Atlantique | 822 (2014)                                     |
| Saint-Palais-sur-Mer   | 17380      | CA Royan Atlantique | 3 896 (2014)                                   |
| Saint-Sulpice-de-Royan | 17409      | CA Royan Atlantique | 3 079 (2014)                                   |
| Vaux-sur-Mer           | 17461      | CA Royan Atlantique | 3 817 (2014)                                   |

## Démographie
| 1975 | 1982 | 1990   | 1999   | 2006   | 2011   | 2012   |
| ---- | ---- | ------ | ------ | ------ | ------ | ------ |
| -    | -    | 16 157 | 17 709 | 19 496 | 19 950 | 19 997 |